# Piea
Piea ist eine Gemeinde in der italienischen Provinz Asti (AT), Region Piemont.

## Lage und Einwohner
Piea liegt rund 20 km nordwestlich von der Provinzhauptstadt Asti entfernt. Das Gemeindegebiet umfasst eine Fläche von acht km² und hat 508 Einwohner (Stand 31. Dezember 2023). Die Gemeinde ist ein Teil der Comunità Collinare Val Rilate. Die Nachbargemeinden sind Cortanze, Cunico, Montafia, Piovà Massaia, Soglio und Viale.

## Kulinarische Spezialitäten
Bei Piea werden Reben der Sorte Barbera für den Barbera d’Asti, einen Rotwein mit DOCG Status, sowie den Barbera del Monferrato angebaut.